# Halomfölde
Halomfölde (horvátul: Humska zemlja, Zahumlje, 1448-tól Szent Száva Hercegség szerbül: Војводство Светог Саве) középkori terület a mai Nyugat-Hercegovina területén. A mai Bosznia-Hercegovina és a Horvát Köztársaság történelmi területe, amelyet a középkorban többnyire boszniai, horvátországi, dukljai és raskai nemesi családok uraltak.

## Fekvése
A mai Nyugat-Hercegovina területén, a Neretva-medencéjében és Kelet-Hercegovina egy részén feküdt. Lefedte a Neretva torkolatától Raguzáig terjedő az Adriai-tenger menti területet, beleértve a Pelješac-félszigetet is. Északnyugaton a Neretva térségével és a Horvát Királysággal, északon Boszniával, keleten Raskával, délkeleten Travuniával és a Raguzai Köztársasággal volt határos.

## Története
Halomfölde a kora középkorban független állam volt. A 10. században önálló területként említik, ahol helyi fejedelmek (archonok) élnek a helyi Višević-dinasztia uralma alatt. A 10. század első felében Halomföldét Mihajlo Višević irányította, aki politikai kapcsolatban állt Tomiszláv horvát királlyal, és részt vett a 925-ös spalatoi zsinaton. X. János pápa a Mihajlót a zsinatra meghívó levelében Chulm hercegeként, „Michaeli excellentissimo duci Chulmorum” néven szólítja. Nem sokkal később, a 10. század közepén VII. Kónsztantinosz bizánci császár a birodalom kormányzásáról írt „De administrando imperio” című művében a Raguzától a Neretváig terjedő terület leírásakor megemlíti Halomfölde legnagyobb városait, köztük Stagnon (Ston), Khloum (Hum) és Bona (Buna) városát.
A 11. században Duklja uralkodói uralták, a 12. századtól pedig a raskai zsupánok fennhatósága alá került, de megőrizte saját kulturális és politikai identitását A 12. században Halomföldét Nemanja István unokatestvére, Miroslav uralta, de 1198-ban, majd 1253-ban a magyar uralkodók is érdeklődést mutattak a terület iránt. 1198-ban András dalmát-horvát herceg uralma alá vetette. A 13. század folyamán Nemanjić-dinasztia egy kisebb ágának tagjai (Nemanja Miroszlávnak a leszármazottai) uralták, de uralmuk idővel meggyengült a dinasztián belüli számos területmegosztás miatt. A 14. század elején Halomföldet a horvát nemesi család, a Šubićok hódították meg, és bukásukig (1322) szilárd hatalmat gyakoroltak felette.
A trebinjei Branivojević család rövid uralma után 1326-tól Halomfölde nagy részét, II. István bosnyák bán idejében a Bosnyák bánság foglalta el és Hum néven a bánok címei között szerepelt. A tengerpart egy kis része (Ston és környéke) a Branivojević elleni szövetség jutalmaként Raguza fennhatósága alá került. 1357-től 1382-ig nagy része (a Neretvától nyugatra fekvő teljes terület) Drijeva kikötőjével a Lajos horvát-magyar király feleségének, Kotromanić Erzsébetnek a hozományaként visszakerült Horvátországhoz, és a horvát bánok igazgatták. Lajos király halála után a horvát-magyar államban trónviszály tört ki, így Halomfölde ismét bosnyák fennhatóság alá került. I. Tvrtko bosnyák király alatt jelentősen fejlődött, de a 14. század végétől megerősödött a helyi nemesek (Pavlović, Radivojević, Hrvoje Vukčić) hatalma, és nagy része Hrvoje Vukčić Hrvatinić birtokainak része lett.
A 15. század elejétől Halomfölde nagy része Sandalj Hranić Kosača herceg, 1435-től 1466-ig pedig utóda, Stjepan Vukčić Kosača herceg birtokába került.  Sandalj Hranić volt az, aki miután török segítséggel jelentős mértékben gyarapította az uralma alatt álló területeket, megtette az első lépéseket annak érdekében, hogy Halomföldét leválassza a bosnyák államról. Sandaljnak nem volt örököse, azért unokaöccse Stjepan Vukčić Kosača herceg lett az utóda, aki a teljes függetlenedés jegyében felvette a „Szent Száva hercege, Halomfölde és a Tenger-melléki részek ura, drinai zsupán és a boszniai királyság nagyvajdája” címet.  A herceg idejében a terület de facto független volt, halála (1466) után azonban a velenceiek és a magyarok harcoltak uralmáért. Halomföldének 1465-től (Hercegovina nagy része) 1482-ig (Herceg Novi) tartó oszmánok általi meghódításával a Halomfölde (Hum) név teljesen eltűnt a közhasználatból, helyébe pedig a Stjepan Vukčić Kosača hercegi címéből származó új Hercegovina név lépett.